# Vlag van Guanajuato
De vlag van Guanajuato bestaat uit een witte rechthoek met een gouden kader en in het midden het wapen van Guanajuato met een diameter van driekwart van de breedte. De verhouding tussen de breedte en de lengte van de vlag is vier op zeven. De vlag heeft een gouden lint of band aan de voet van de moharra. Op 20 december 2023 werd de eerste officiële staatsvlag ingesteld om de 200e verjaardag van de oprichting van de staat Guanajuato te vieren. Het staatscongres heeft 20 december uitgeroepen tot Dag van de Vlag van de Staat Guanajuato. Op deze datum organiseren de autoriteiten burgerdagen ter herdenking, eerbied en verheerlijking van de staatsvlag.
De kleuren van de staatsvlag hebben de volgende betekenis:
- Wit: Vrijheid, vrede en harmonie.
- Goud: De minerale rijkdom van de regio.

## Historische vlaggen

Vlag van het onderkoningdom van Nieuw-Spanje.

De oudste antecedent die is vastgelegd als inspiratiebron voor de vlag van de staat Guanajuato is het vaandel van de Koninklijke audiëntie van het onderkoningdom van Nieuw-Spanje, dat wordt weergegeven als een wit veld met een gouden rand, het kruis van Bourgondië in het midden.

Eerste staatsvaandel, in 1996. Het auteurschap wordt gegeven aan Vicente Fox Quesada.

In de moderne tijd, om een vlag te hebben, verscheen er voor het eerst een groene banier met een blauwe streep aan de onderkant, het ontwerp wordt toegeschreven aan de deelstaatregering van Vicente Fox Quesada, in 1996. Het ontwerp werd toegeschreven aan de deelstaatregering van Vicente Fox Quesada, in 1996. Het bleef geëvalueerd en besproken worden, maar het had nooit een officiële wetgeving, toen het mandaat van de gouverneur eindigde, had de regeringsvlag geen nut en geldigheid meer onder de inwoners van Guanajuato.

De eerste staatsvlag verscheen als zodanig in 1999, een witte vlag met het staatswapen, hetzelfde embleem dat ook door andere staten wordt gebruikt, maar zonder officiële wetgeving.

De eerste staatsvlag was een witte banier met het staatswapen. De vlag werd niet officieel erkend door het staatscongres, maar werd gebruikt als staatsembleem bij officiële ceremonies. In het midden van het staatswapen staat de afbeelding van het Heilige Geloof, dat de katholieke kerk en de kracht van God symboliseert.
Eindelijk had de staat Guanajuato een officiële staatsvlag, die op 20 december 2023 werd afgekondigd ter gelegenheid van de tweehonderdste verjaardag van de oprichting van de staat. De vlag bestaat uit een wit doek met het staatswapen in het midden en omrand door een gouden kader.

## Vlaggen van gemeenten

Vlag van Irapuato
Vlag van León